# Reservatório do Araçá
O Parque Reservatório do Araçá, também conhecido como Reservatório do Sumaré, é um parque público, localizado na cidade de São Paulo, Brasil. A entrada principal do parque situa-se na Avenida Doutor Arnaldo, no Bairro do Sumaré, Zona Oeste da cidade de São Paulo.
Inaugurado oficialmente em 1930, o Reservatório, de patrimônio da Sabesp, empresa que cuida do sistema fluvial da cidade de São Paulo, foi tombado em 2003 pelo órgão da Prefeitura de São Paulo, DPH (Departamento de Patrimônios Históricos) e, desde então, é considerado um patrimônio histórico da cidade.
Espaço de lazer de centenas de moradores do Sumaré e região, o Reservatório tem capacidade para 14 milhões de litros de água e abastece diversos bairros da capital paulista, consumida por aproximadamente 135 mil moradores dos bairros Sumaré, Pompeia, Pacaembu, Consolação, Higienópolis, Jardim das Bandeiras, Campos Escolástica e parte da Vila Madalena.

## História
Antonio Candido Rodrigues projetou, em 1907 , os reservatórios do Araçá e da Mooca, o primeiro por conta do bairro possuir uma defeituosa rede de distribuição de águas. Apesar da data, não possuem registros de sua inauguração, acredita-se que em 4 de dezembro de 1908 o reservatório estaria funcionando normalmente com capacidade para 6 milhões de litros de água.
O Bairro do Sumaré, assim como o Reservatório do Araçá, é uma área tombada pelo CONPRESP por conta de seu valor histórico para a cidade de São Paulo. Em 09/2004 , o CONPRESP "considerando a extraordinária qualidade ambiental e paisagística do atual bairro do Sumaré, decorrente do padrão de ocupação dos lotes, da extensa porcentagem de área verde e solo permeável e do traçado viário, qualidades derivadas das características urbanísticas do loteamento original da Sociedade Paulistana de Terrenos e Construções Sumaré Ltda e suas áreas contíguas" resolveu abrir o processo de tombamento do bairro.

## Arquitetura

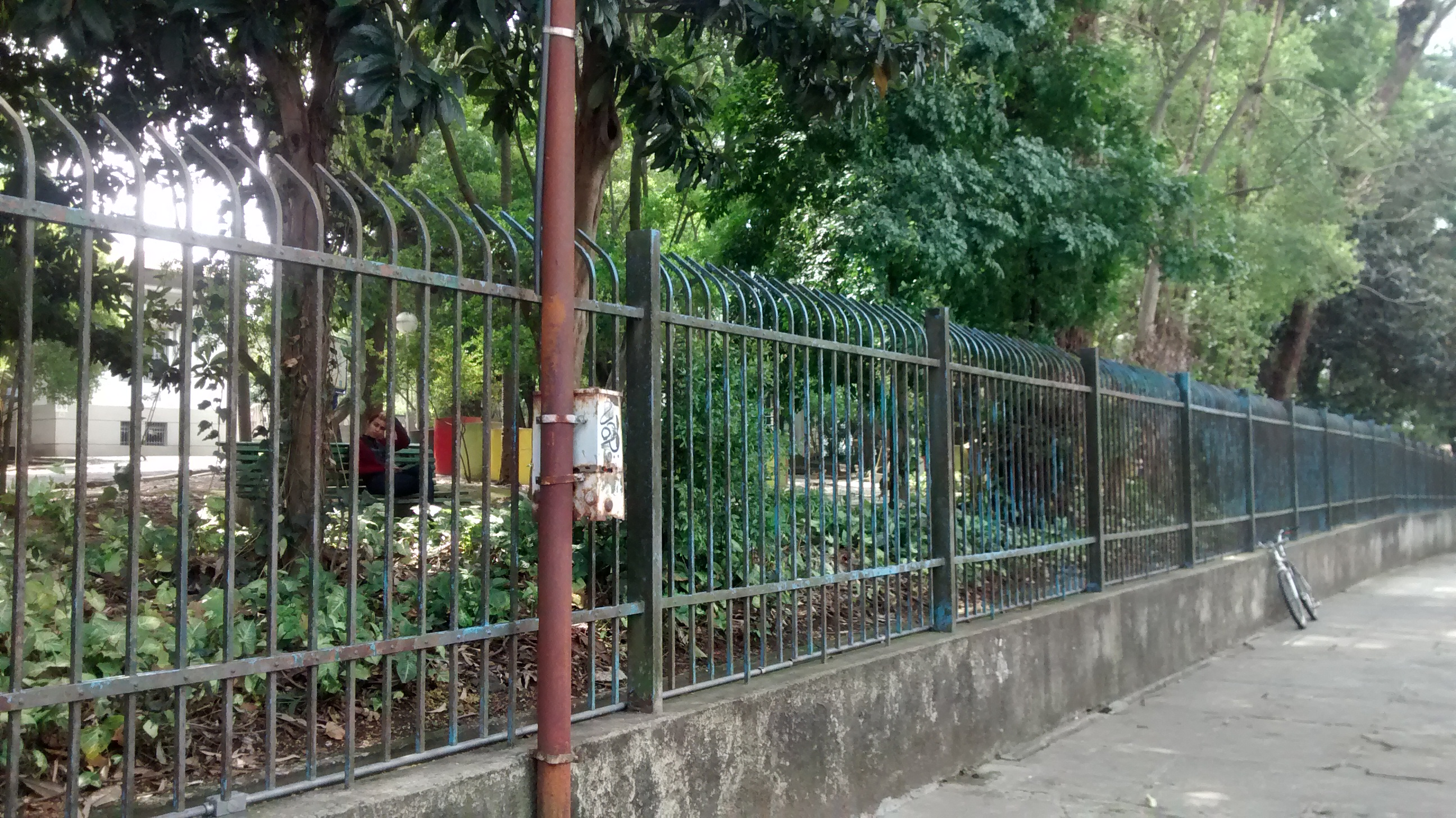
Vista da Avenida Prof. Alfonso Bovero

Com área aproximada de 12.400m², o Reservatório do Araçá possui espaço com pista de corrida, playground com escorrega, trepa-trepa, bancos e espaço para piqueniques. Apesar de atender ao grande público, o local apresenta algumas restrições. Não é permitido andar de bicicleta, jogar futebol, ou praticar parkour. É proibido fumar dentro do parque e animais não podem circular nas dependências.[carece de fontes?]

### Localização
Localizado na Avenida Dr. Arnaldo 2.392, esquina com Avenida Professor Alfonso Bovero no Distrito de Perdizes, o Reservatório fica a 1,5 km do metrô Sumaré, linha verde do Metrô de São Paulo. O Reservatório também fica localizado a 1,3 km do Santuário Nossa Senhora de Fátima.
O local também fica em frente ao prédio que abrigou durante 30 anos a sede da Rede Tupi, primeiro canal de televisão da América Latina. Em 1990, a MTV, antigo canal aberto no Brasil, se mudou para o local.

## Significado Histórico e Cultural

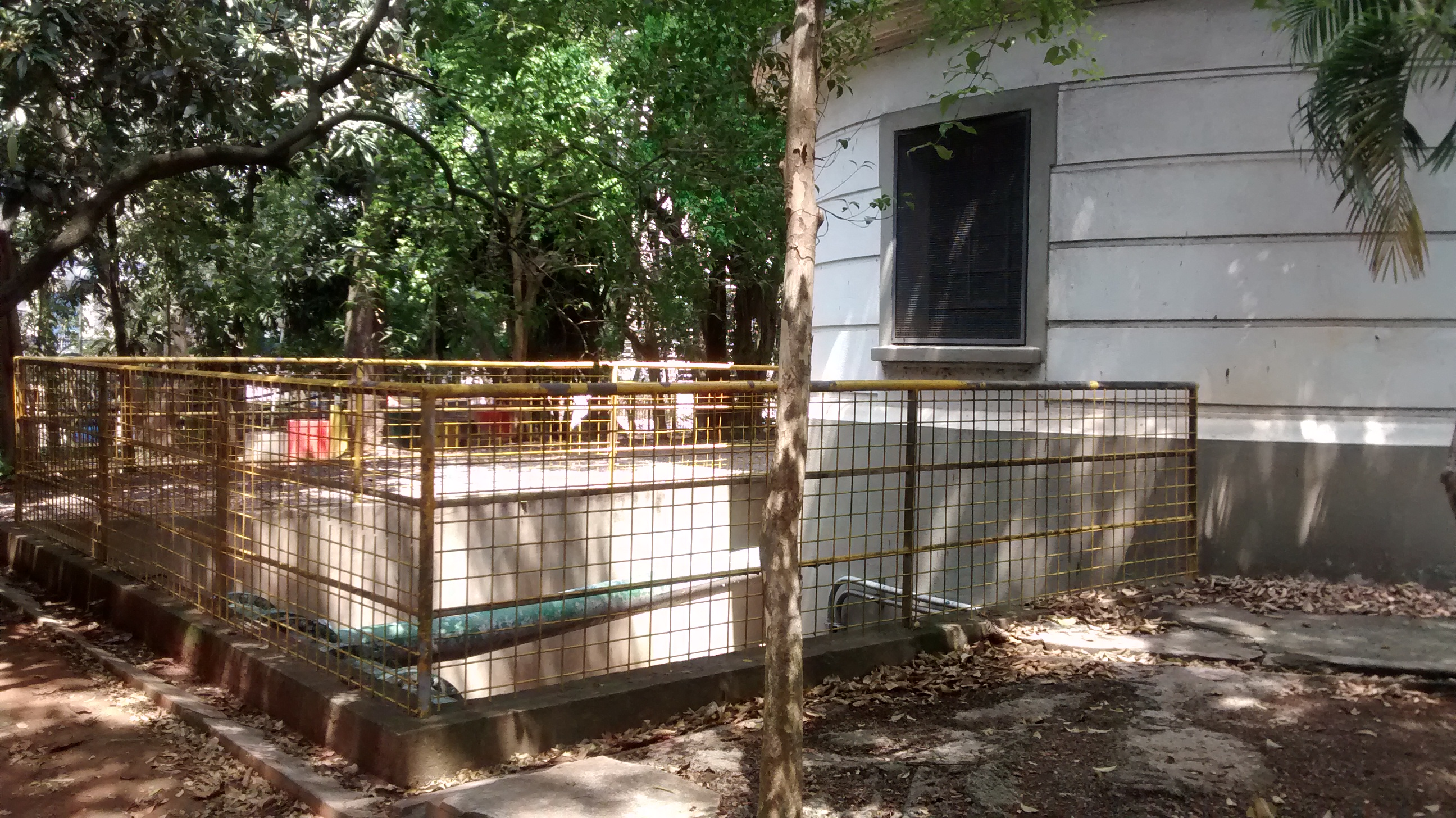
Vista do maquinário

Em 11/05/1991, o primeiro ato realizado pelo Movimento Pró-Defesa do Parque do Reservatório do Araçá aconteceu. Às 10h00 moradores foram ao parque para abraçar árvores. Já em Em 24/06/2003, o Movimento realizou um ato pelo verde, distribuindo mudas de plantas para os participantes. O ato ainda contou com estudantes de escolas da região, que apresentaram uma peça infantil sobre a conscientização.
O Reservatório, além de servir como espaço de lazer para crianças e moradores das regiões próximas, ainda conta com espécies de árvores centenárias e raras. Figueiras da espécie ficus microcarpa, com mais de 70 anos, ligustrum japonicum, eucalyptus sp. e grevílea robusta, são algumas das árvores presentes no parque.

### Tombamento

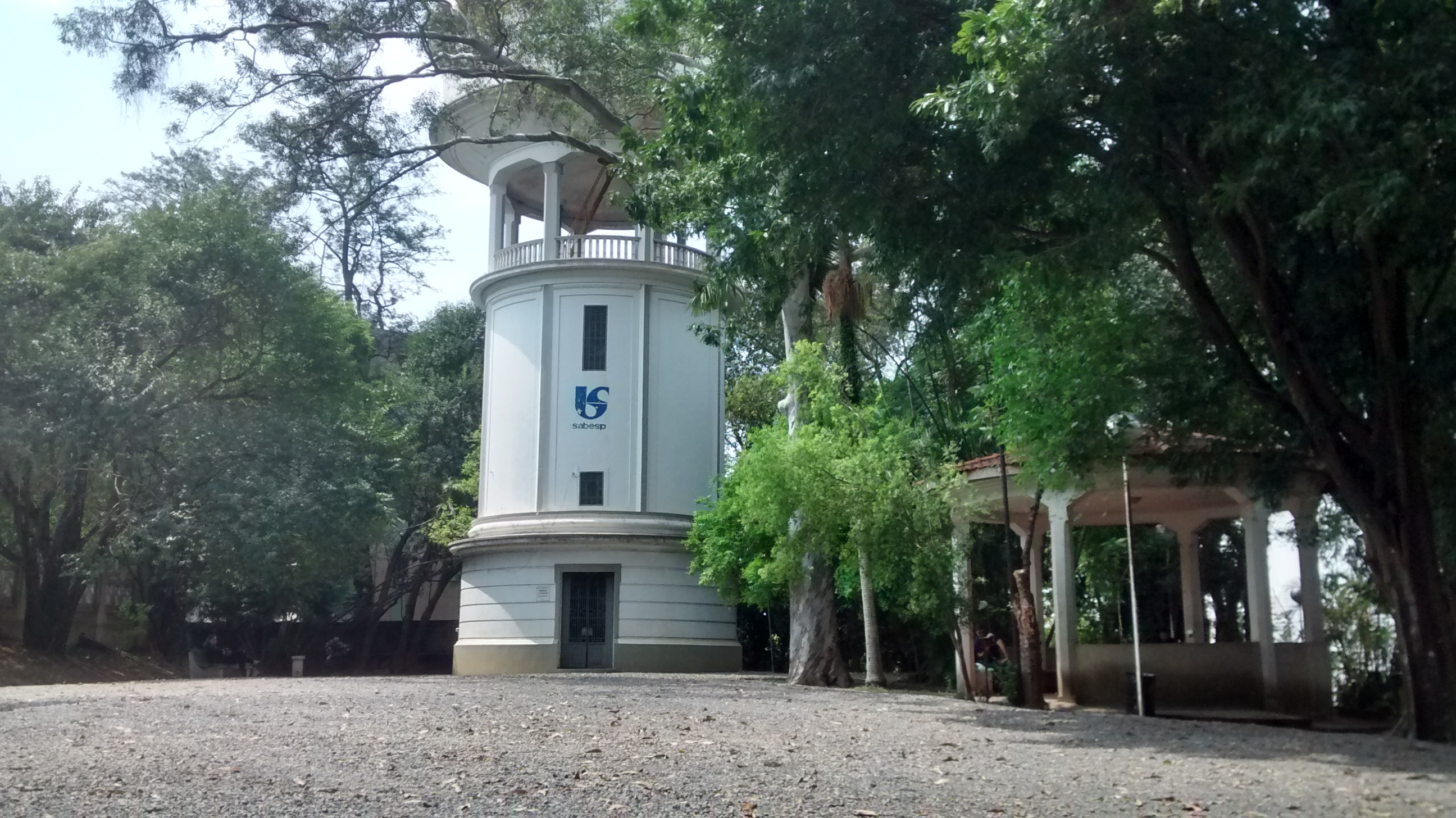
Vista do Reservatório

Em 22/06/1992 um grupo de moradores do bairro do Sumaré e região, conhecidos como Comissão Pró-Defesa do Parque Araçá, entrou com o pedido de tombamento do Reservatório, a fim de preservar o terreno da Sabesp contra projetos que descaracterizassem o parque. O pedido de tombamento se deu para impedir o projeto da empresa de ampliar a capacidade do reservatório, que causaria danos à vegetação e as instalações.
Em 13/07/1992, o CONPRESP resolveu abrir o processo de tombamento e passou a analisá-lo. Até a decisão final do órgão, diversas iniciativas foram realizadas pelo grupo de Comissão Pró-Defesa do Parque Araçá. Em 28/05/2002 o grupo solicita informações ao CONPRESP sobre o processo. Em 04/04/2003 e 29/07/2003 pede a aceleração do andamento.
Somente em 03/10/2003 o CONPRESP (Conselho Municipal de Preservação do Patrimônio Histórico, Cultural e Ambiental da Cidade de São Paulo), por decisão da maioria dos conselheiros, resolveu tombar o local conhecido como Reservatório do Araçá. Todos os equipamentos e edificações (casa de manobras, coreto, reservatório elevado (torre), estação elevatória (casa de bombas), mirante, reservatórios velho e novo, playgrounds e guarda-copos), assim como a vegetação, principalmente a área arbórea, foram tombados também, não podendo receberem qualquer intervenção sem a análise do DPH e do CONPRESP.

## Estado Atual

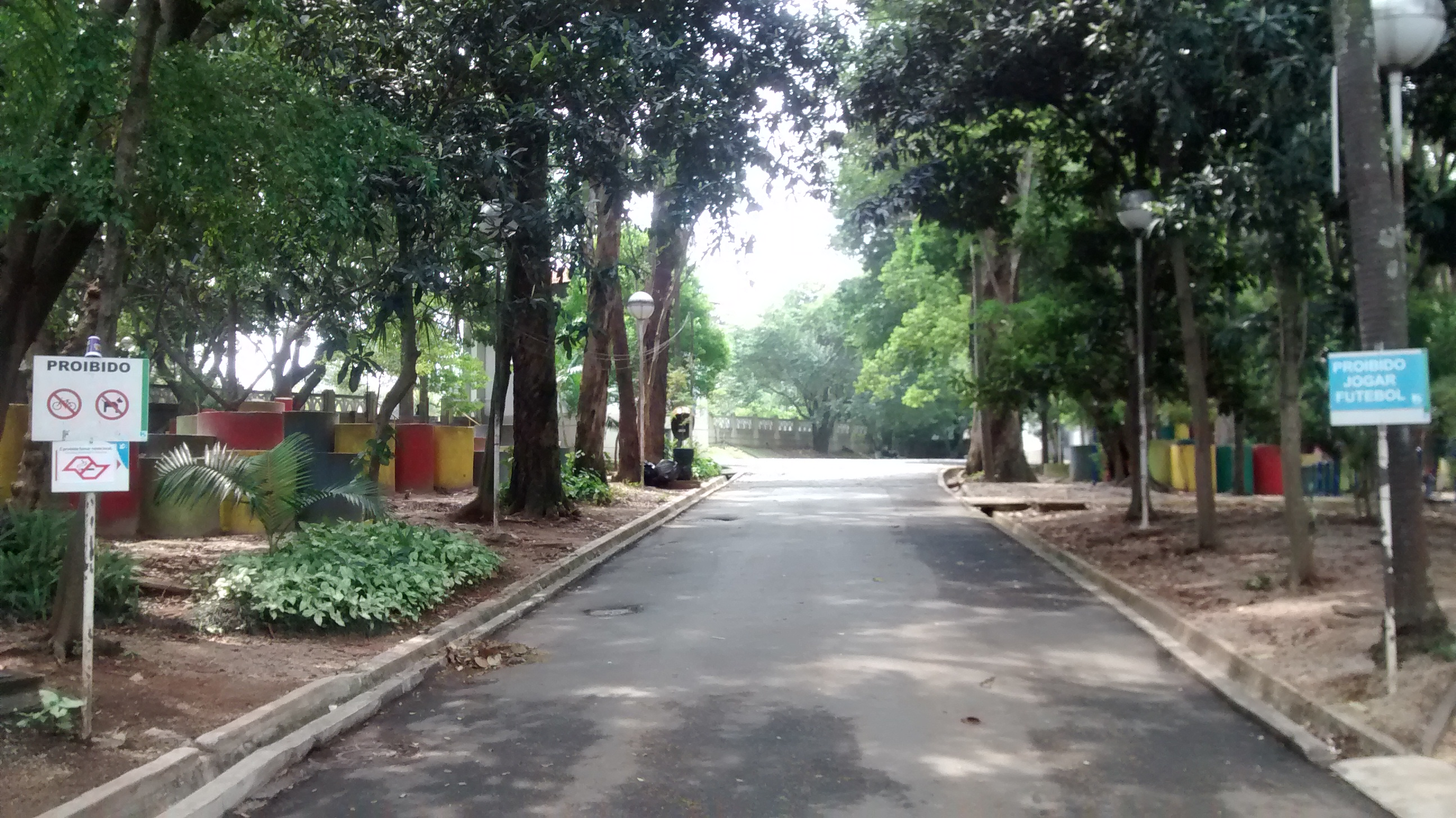
Entrada principal do Reservatório

O Reservatório passou mais de seis anos com obras ininterruptas em sua dependência. Entre reformas no sistema de abastecimento de água até melhorias na infraestrutura do local. De 2006 a 2013, o Reservatório gastou cerca de R$ 10 milhões de reais em obras visando a melhoria e o bem-estar dos frequentadores do parque, assim como os utilizadores da água proveniente do reservatório.
Entre 2003 e 2013, a Sabesp realizou quatro grandes reformas no Reservatório. De setembro de 2006 a outubro de 2007, a empresa recuperou a estrutura do reservatório, e também realizou uma reforma na área de lazer, revitalizando brinquedos e pintando parte da fachada. Já em janeiro de 2007, teve início um projeto para implantar novas redes de distribuição de água, que chegou ao fim em julho de 2009. A terceira grande reforma realizada pela Sabesp aconteceu entre janeiro e agosto também de 2009, quando reformou parte da sustentação da laje de cobertura do Reservatório.
Por fim, em fevereiro de 2012, a empresa passou a reformar a parte interna do reservatório, a fim de aumentar a capacidade de abastecimento dos bairros que presta serviço. Com o custo de R$ 4,9 milhões, o prazo inicial do projeto era de um ano, mas acabou excedendo em três meses.
O Reservatório do Araçá fica aberto ao público das 07h às 19h, de domingo a domingo. Fotos e filmagens devem ser feitas somente com a autorização da Sabesp.

## Galeria

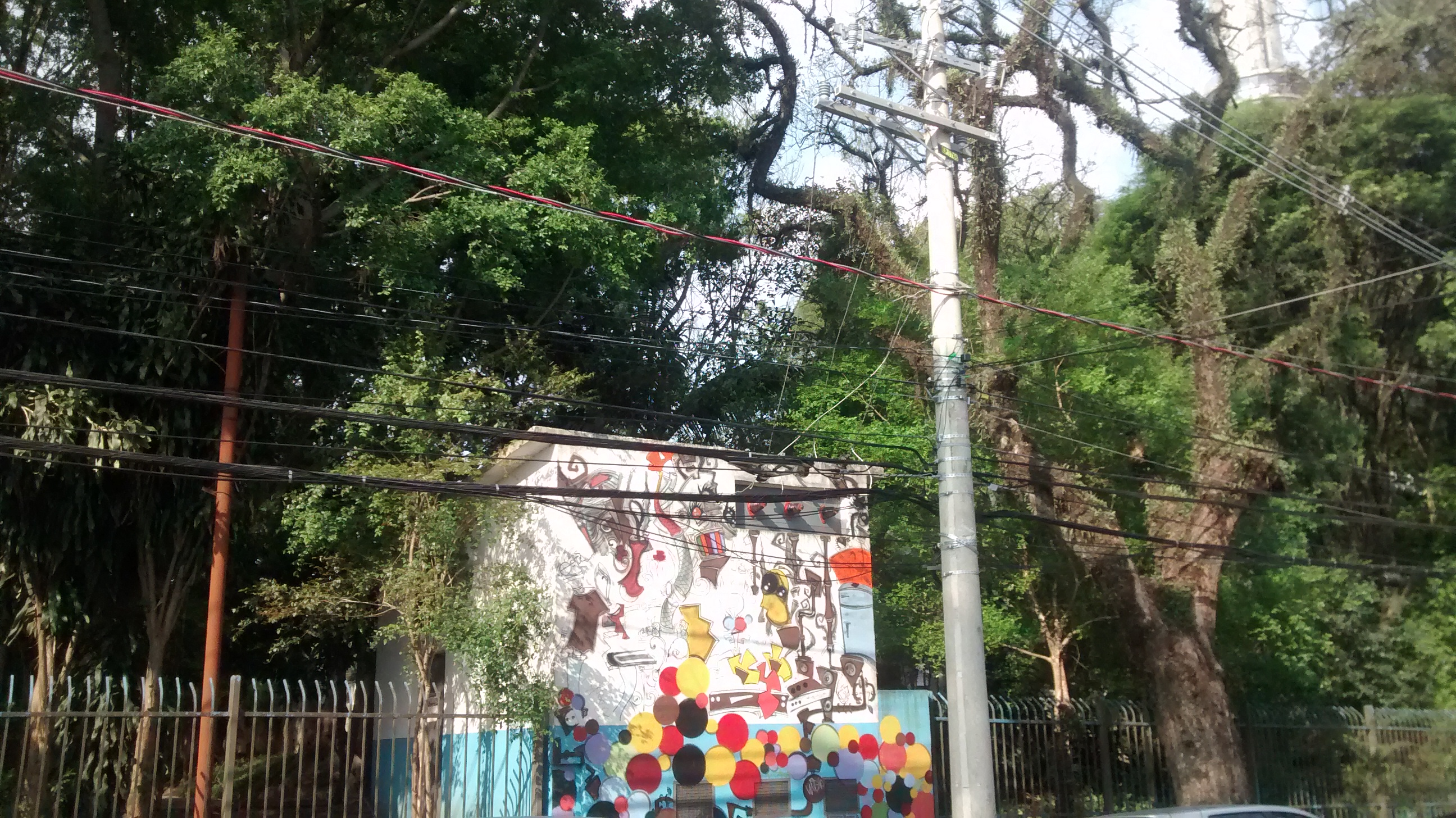
Vista da Rua Alfonso Bovero
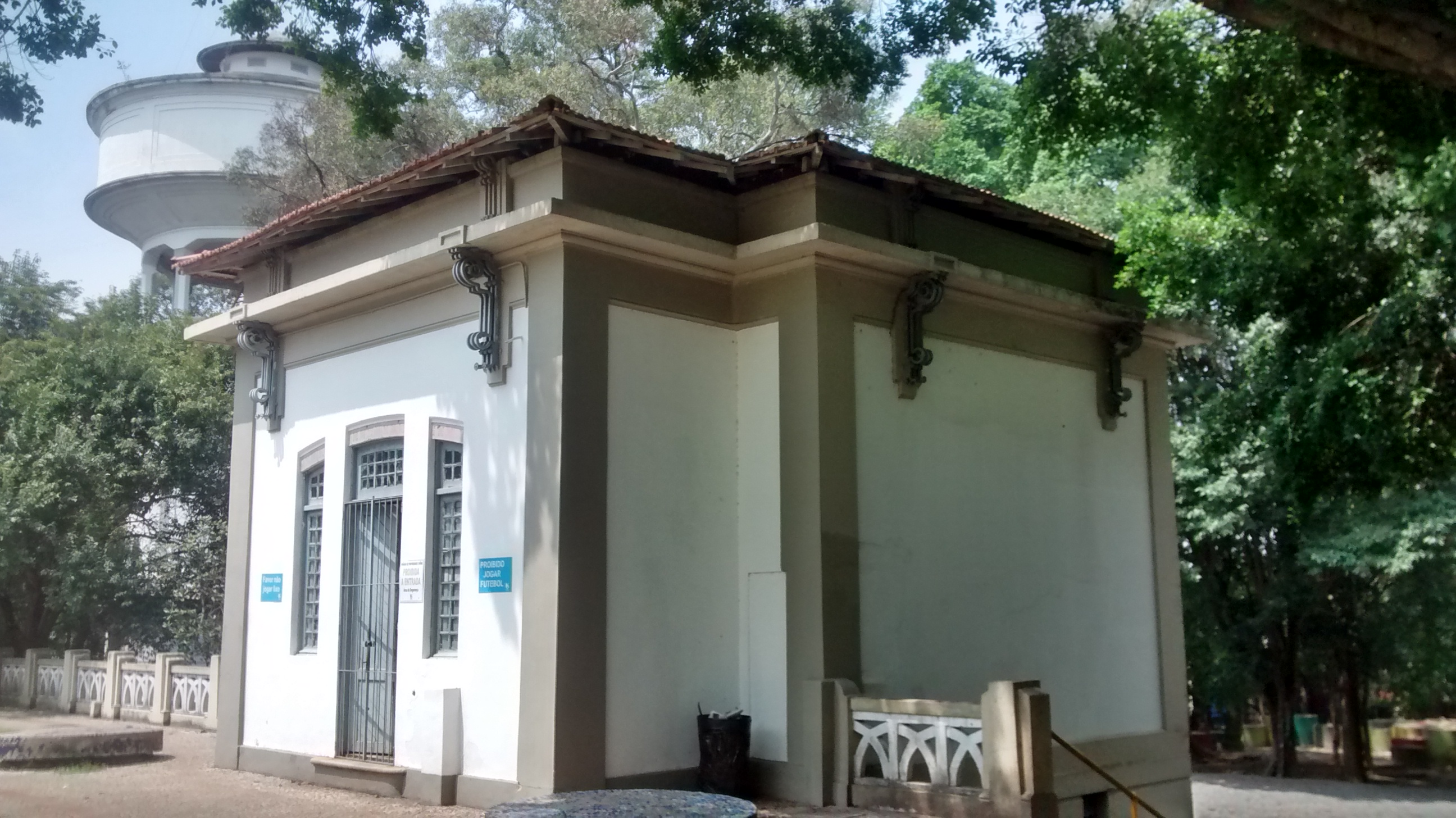
Casa das máquinas do Reservatório do Araçá
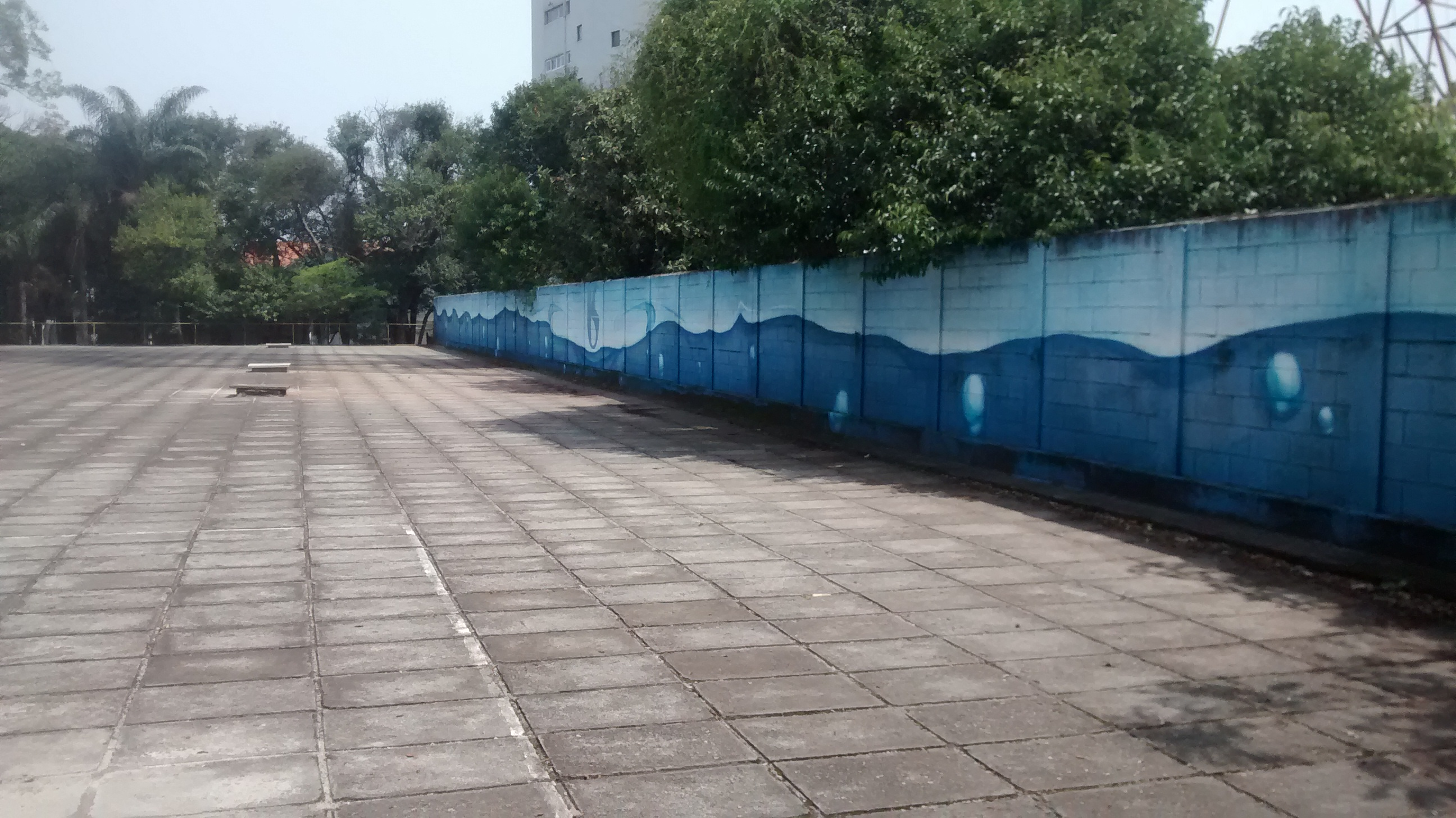
Muro da Sabesp no Reservatório do Araçá
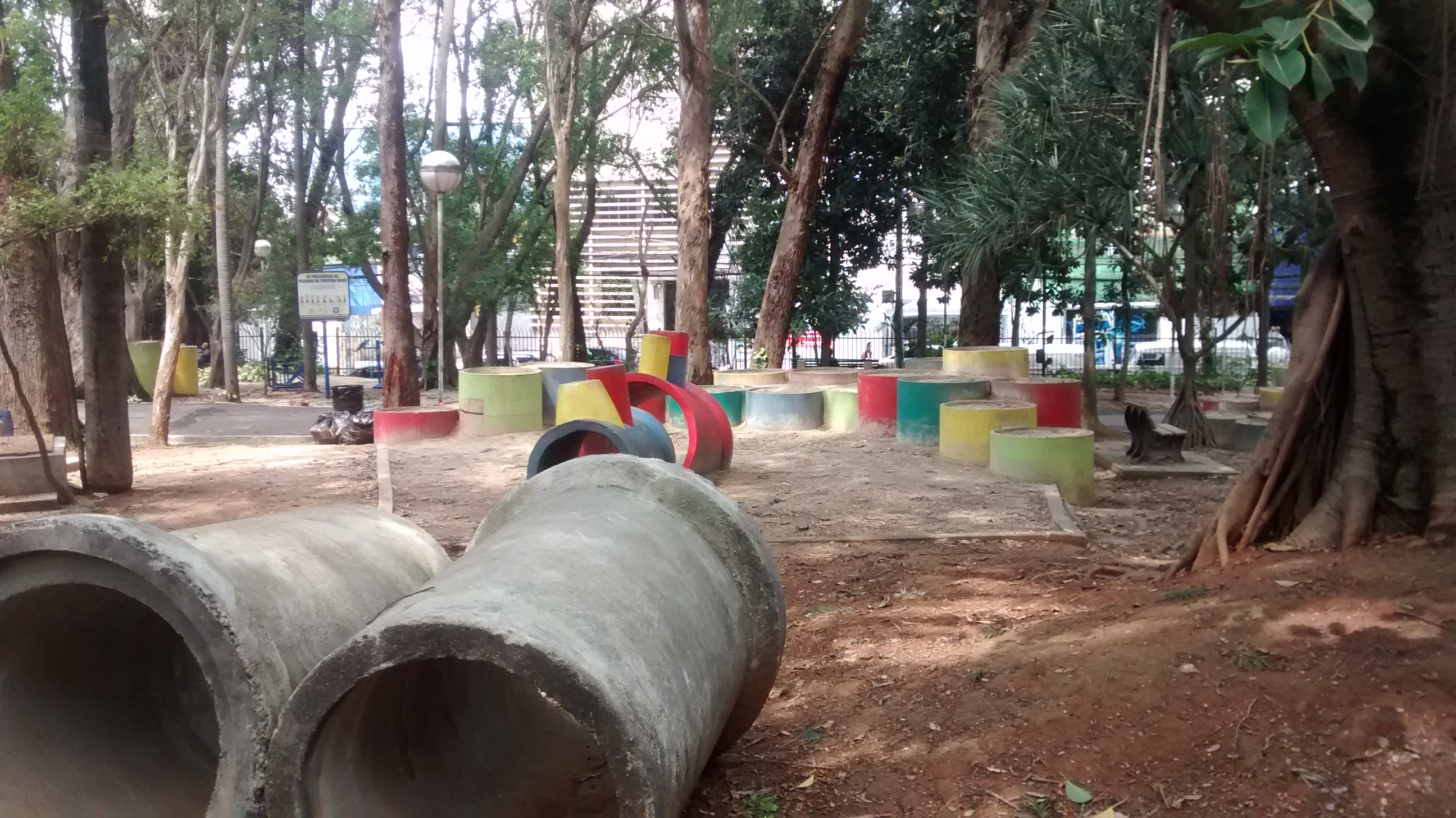
Área de lazer
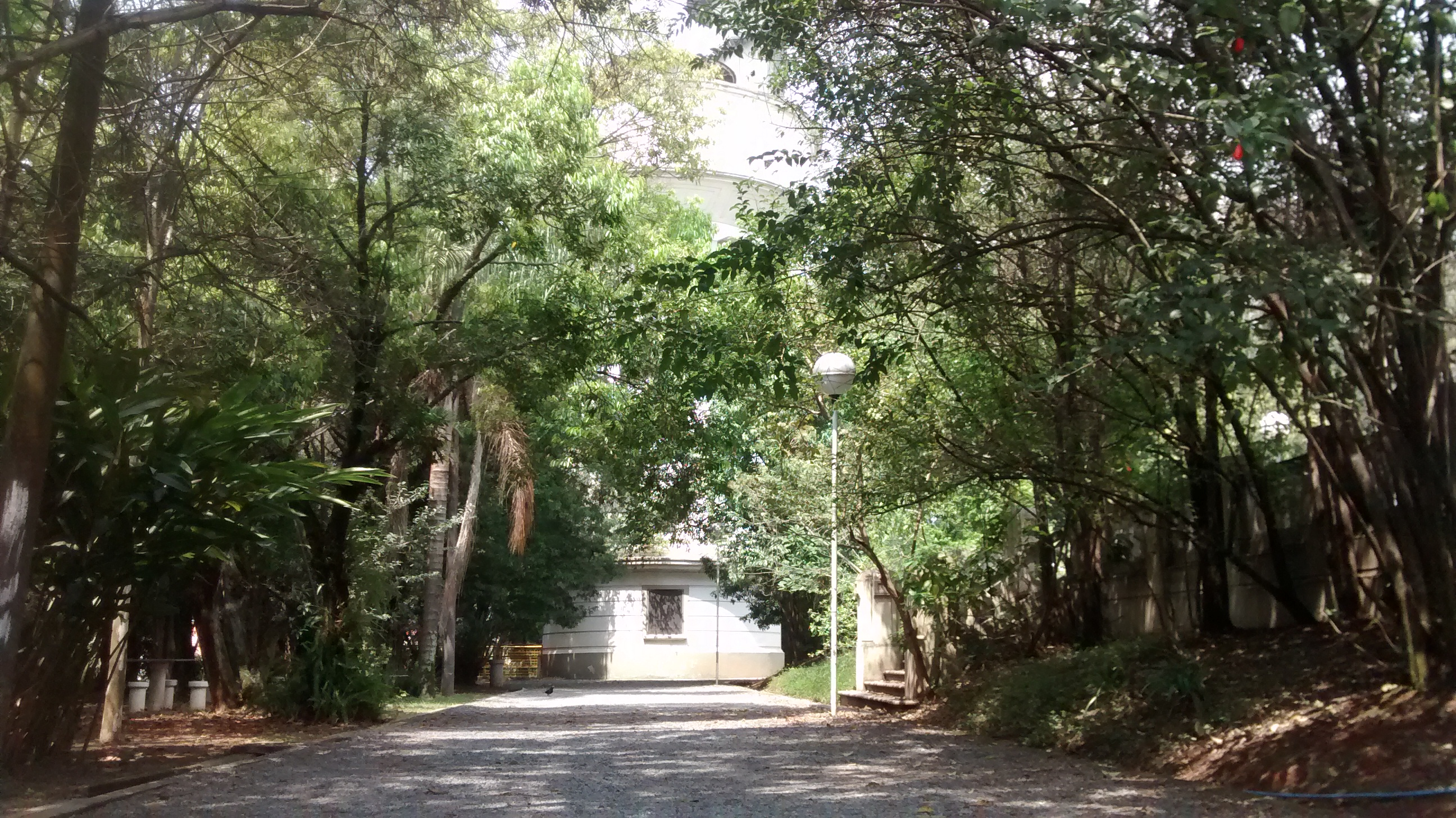
Espaço para caminhada
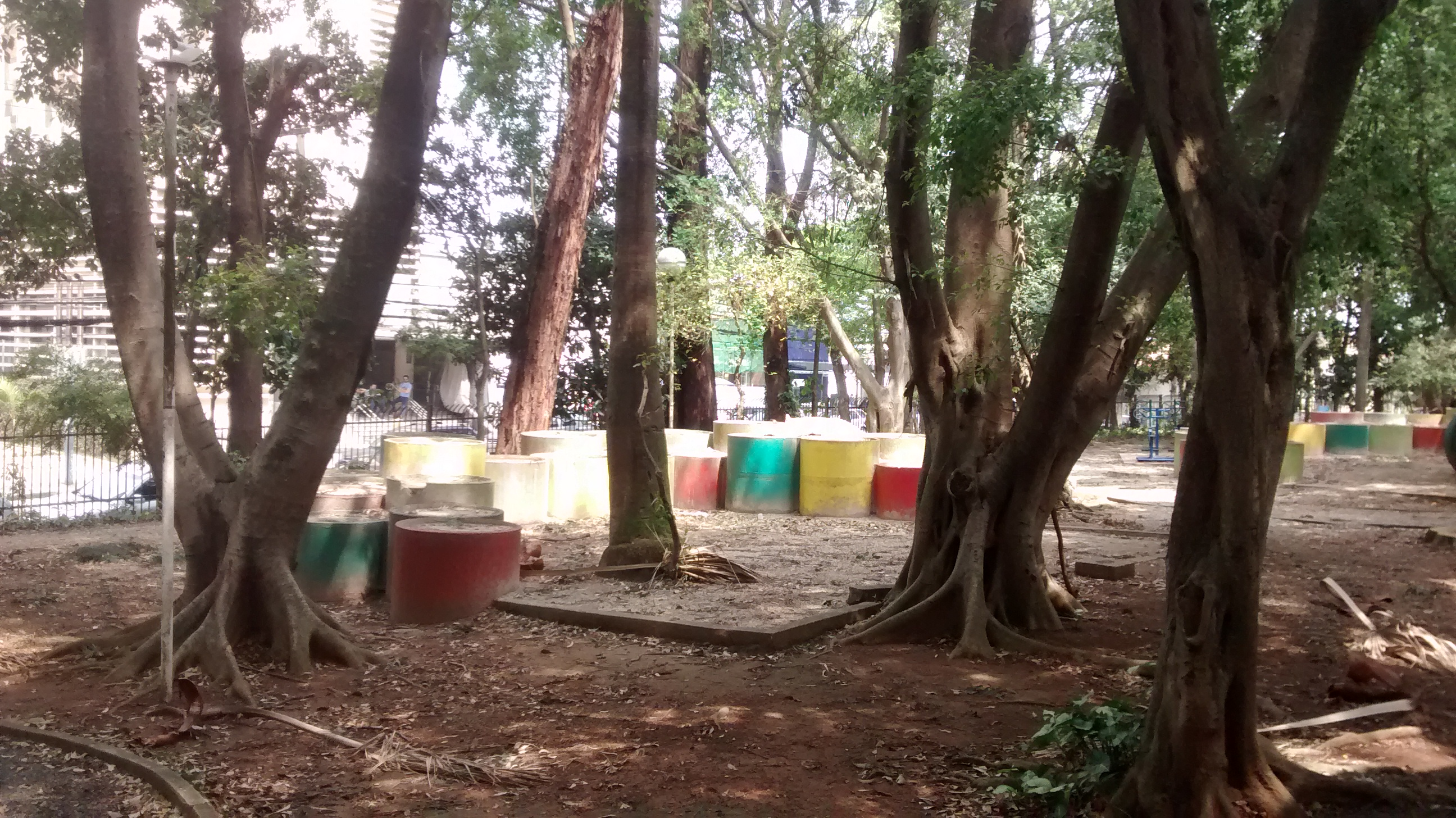
Área de lazer